# Bothriocera furcata
Bothriocera furcata är en insektsart som beskrevs av Caldwell 1943. Bothriocera furcata ingår i släktet Bothriocera och familjen kilstritar. Inga underarter finns listade i Catalogue of Life.